# Nowy karakter polski

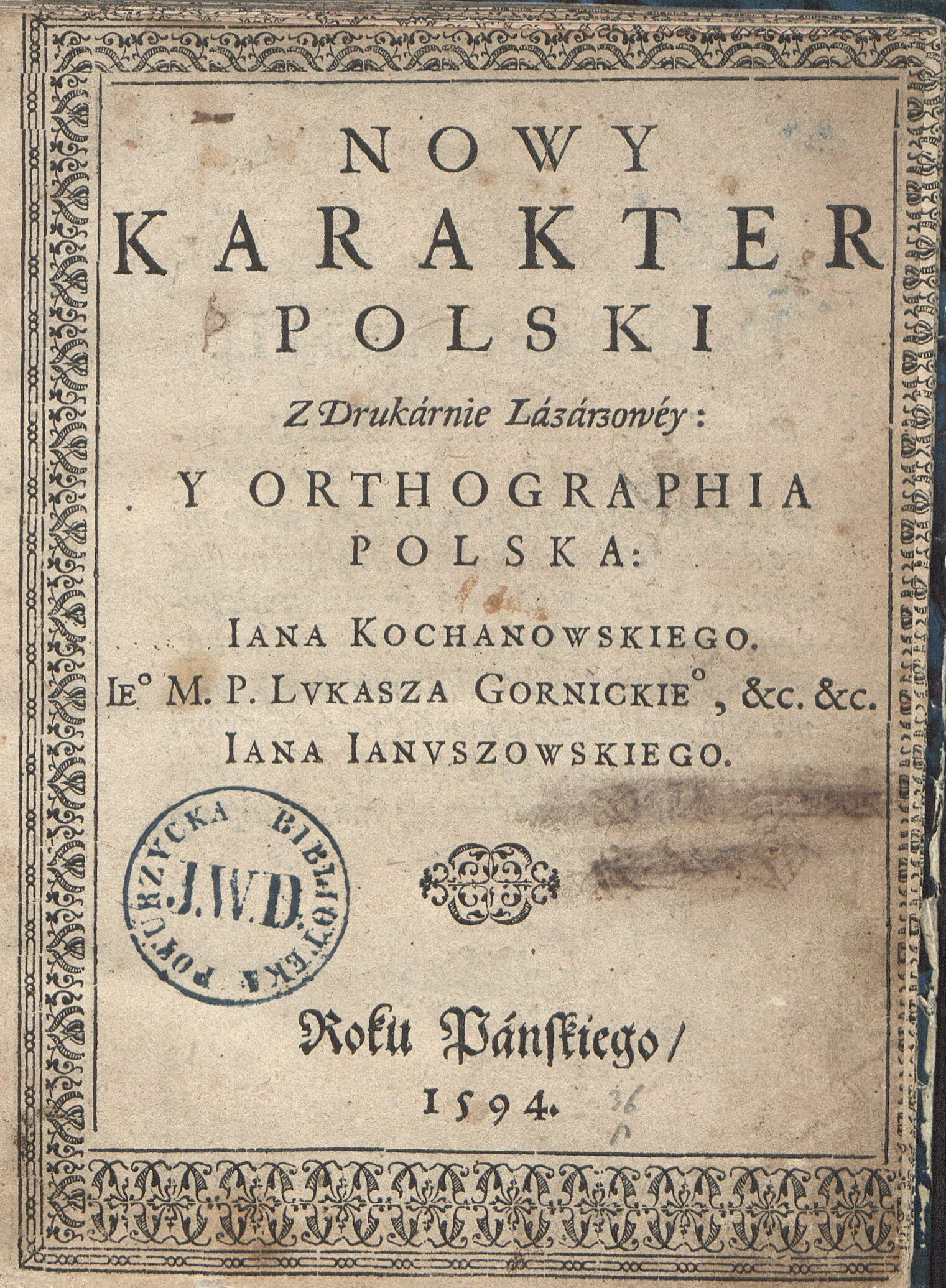
Nowy karakter polski – strona tytułowa wydania z 1594

Nowy karakter polski – książka wydana przez Jana Januszowskiego w 1594 roku w Oficynie Łazarzowej w Krakowie. Zawierała trzy traktaty o ortografii polskiej autorstwa: Łukasza Górnickiego, Jana Kochanowskiego i samego Januszowskiego. Do złożenia tekstów wydawca użył zaprojektowanych przez siebie krojów pisma: „karakter prosty” i „karakter ukośny”. Krój czcionek był jedną z pierwszych propozycji stworzenia pisma drukowanego specjalnie dla języka polskiego.

## Historia powstaniaNowego karakteru polskiego
Przed 1594 (rokiem powstania Nowego karakteru polskiego) nie  istniał   zunifikowany  system  zapisu głosek języka polskiego. Dopiero Januszowski   postanowił stworzyć  czcionkę, która zaspokajałaby te potrzeby. Nadrzędnym celem drukarza nie było wzbogacenie się, przyświecały mu bardziej patriotyczne pobudki, chciał: „ojczyźnie swej darować rzecz potrzebną i ozdobną”.
Swoje przemyślenia na temat ortografii i typografii polskiej rozpoczął prawdopodobnie jeszcze za życia króla Zygmunta Augusta. Utrzymywał korespondencję z Janem Kochanowskim i Janem Zamoyskim, od którego otrzymał rękopis ortografii polskiej, autorstwa Kochanowskiego. Po otrzymaniu od Łukasza Górnickiego spisanej wersji ortografii polskiej, rozpoczął pracę nad Nowym karakterem polskim.
Czcionki oraz matryce kroju Januszowskiego zostały odlane w dwóch wariantach – prostym oraz pochyłym. Początkowo matryce wykonano tylko w jednej wielkości, 5.8 mm. W późniejszym czasie odlano również 4.7 mm, 4.3 mm, 3.5 mm.
Ówczesna drukarnia Januszowskiego nie była jednak w stanie sprostać jego wizji, zbyt wymagającej i nowoczesnej, jak na tamte czasy. Nowe kroje pisma nie zostały przyjęte z entuzjazmem przez polskie społeczeństwo. W 1601 roku, w Krakowie,  podczas zarazy, drukarzowi zmarła żona oraz pięcioro dzieci. W tym samym roku postanowił przyjąć święcenia kapłańskie. Powinności duszpasterskie łączył z pracą naukową. Drukarnia działała do początku XVII w., potem została wydzierżawiona Bazylemu Skalskiemu, a następnie Maciejowi Jędrzejowczykowi. Jędrzejowczyk po śmierci Januszowskiego w 1613 roku wykupił Oficynę Łazarzową od pozostałych synów właściciela. Pokaźny zasób został przeniesiony między innymi do drukarni Akademickiej w Zamościu. Nowy karakter również tam nie odniósł sukcesu, służąc jedynie do składania krótkich tekstów oraz stron tytułowych. Nowy karakter aspirujący do bycia narodowym krojem pisma, odszedł w zapomnienie.
W 1995 roku krój został zwektoryzowany do postaci fontu przez Artura Frankowskiego i nazwany FA Karakter.
Później Paweł Osial zdigitalizował go na własne
potrzeby wydawnicze, a następnie zrobiła to Anna Wieluńska i udostępniając font (częściowo komercyjnie) pod nazwą "Lazarus".

## Odmiany kroju[4][11][12]
- Karakter polski prosty – przypomina połączenie niemieckiej fraktury z pismem ręcznym Januszowskiego. Odmiana ta powstała w czasie, gdy drukarz pracował w kancelarii królewskiej[12][4].
- Karakter polski pochyły – przypomina włoską antykwę, z zauważalnymi elementami pisma ręcznego. Odmiana pochyła powstała jako druga, prawdopodobnie po sugestiach Szymona Szymonowica[4][11].